# طوني إستانغيه
توني إستانغيه (Tony Estanguet) هو لاعب أولمبي لرياضة كانو-كاياك من فرنسا. شارك في الأولمبياد الصيفي في 2000–2012، وفاز بما مجموعه 3 ميداليات.

## الميداليات
| ذهب | فضة | برونز | المجموع |
| 3   | 0   | 0     | 3       |

## روابط خارجية
- توني إستانغيه على موقع الاتحاد الدولي للكانو (الإنجليزية)
- توني إستانغيه على موقع اللجنة الأولمبية الدولية (الإنجليزية)
- توني إستانغيه على موقع أوليمبيديا (الإنجليزية)
- توني إستانغيه على موقع اللجنة الأولمبية الفرنسية (مؤرشف) (الفرنسية)